# Zonophryxus dodecapus
Zonophryxus dodecapus es una especie de crustáceo isópodo marino de la familia Dajidae.

## Distribución geográfica
Es endémica de las islas Canarias (España). Es un ectoparásito de crustáceos decápodos de la especie Plesionika narval.